# Alberto Pujol
Alberto Camilo Pujol Acosta (La Habana, 1 de septiembre de 1960) es un actor cubano, con amplia trayectoria en series de televisión y novelas colombianas y estadounidenses.

## Biografía
Hijo de cantantes profesionales nació en La Habana el 1 de septiembre de 1960; comenzó a actuar a los 10 años en programas y teatros infantiles de la televisión, medio donde ha desarrollado una amplia y versátil carrera, ya que además de desempeñarse con igual calidad en papeles dramáticos y humorísticos, ha sido el presentador y conductor de innumerables programas y eventos nacionales e internacionales; ha participado como compositor en 16 producciones discográficas y ha realizado orquestaciones para comerciales, series de televisión y espectáculos teatrales. 
En el año 1999 participa en la serie Francisco el matemático.más tarde en 2010 participa en Boleto al paraíso, después en el año 2011 participa en La traicionera. y en el 2012 participa en Rafael Orozco, el ídolo, donde interpreta a Jacinto Cabello, al lado de Alejandro Palacio, Taliana Vargas, Mario Espitia, Maritza Rodríguez, entre otras estrellas. En el 2013 participa en Tres Caínes y Allá te espero.

## Filmografía

### Telenovelas
- Milagros de Navidad (2017) es El camionero.
- Sin senos si hay paraíso (2017) es Capitán.
- Hermanos y hermanas (2017) es Emilio Rubio.
- Celia (telenovela) (2015) es Rogelio Martínez.
- El capo 3 (2014) es Coronel Almeida.
- La Selección II (2014) Caracol Television es Uriel Valenciano.
- La Madame (2013)
- Los graduados (2013) es Ignacio Aldana.
- Tres Caínes (2013) es Jorge Briceño Suárez "El Mono Jojoy"
- Allá te espero (2013) es Silvio.
- Rafael Orozco, el ídolo (2012) es Jacinto Cabello.
- La traicionera (2011) es el Dr. Troncoso
- Tiempo final (2008) es el Jefe
- Francisco el matemático (1999)
- La madre (1998) es Enrique Suárez.
- La hija del Mariachi.￼
- Eternamente Manuela (1995) es Roberto "Beto" Caicedo.
- Café, con aroma de mujer (1993) es Mohamed Khail.
- Dejemonos de vainas (1984) es Joseito Borrón.

### Series
- Su propia guerra
- Gracias Doctor
- Violetas de agua
- Tras la huella
- Día y Noche

### Películas
- Plantados (2021)
- Clave (corto) (2020)
- The man with the Golden Egg (corto) (2018)
- La muerte del gato (2014)
- Casa Vieja (2010) - personaje Diego.
- Boleto al paraíso (2010)
- El cayo de la muerte (2010) - personaje Ambrosio.
- Ciudad en rojo (2010)
- Brainstorm (2009)
- Encantado (2002)
- Sueño tropical (1993)
- La Crin de Venus (1992) - personaje Juan.
- Alicia en el pueblo de Maravillas (1991).
- Venir al mundo (1989) es Carlos.
- Bajo presión (1989) es Roque.
- Gallego (1987)
- Como La Vida Misma (1987)
- Dolly Black (1986)
- Los pájaros tirándole a la escopeta (1984).
- Una casa colonial (1983)
- Los refugiados de la cueva del muerto (1983).
- Guardafronteras (1981)

### Teatro
- "Santa Camila de la Habana Vieja"
- "Andoba"
- "Los cuentos de Onelio Jorge Cardoso"
- "La vitrina"
- "El paraíso recobrado"
- "Huelga"
- "La cuadratura del círculo"
- "Noche y dia"
- "Los siete pecados capitales"
- "Una casa colonial"
- "El sudor"

## Premios y reconocimientos
- Medalla por la Cultura Nacional otorgada por el Consejo de Estado de la República de Cuba.
- Los pájaros tirándole a la escopeta: Premio a la mejor actuación masculina. Festival Iberoamericano de Cine de Cartagena de Indias, Colombia, 1984.
- Su propia guerra: Premio a la mejor actuación masculina en televisión. Concurso de la Unión de Escritores y Artistas de Cuba. La Habana, 1992.